# 1a edició dels Premis Sant Jordi de Cinematografia
La 1a edició dels Premis Sant Jordi de Cinematografia (aleshores oficialment Premios San Jorge) va tenir lloc el 24 d'abril de 1957, instituïda pel "Cine Forum" de RNE a Barcelona dirigit per Esteve Bassols Montserrat i Jordi Torras i Comamala. Un jurat presidit per Claudi Colomer i Marqués, director de Radio Nacional de España i El Correo Catalán, va votar els premis. Van assistir a l'entrega Luis Ezcurra Carrillo, president de RNE. El premi a la millor pel·lícula fou entregat al seu productor, Jaume Bonastre, i consistia en una estatueta dissenyada per l'escultor mataroní Lluís Terri.

## Premis Sant Jordi
| Categoria         | Premiat             | Labor premiada           |
| ----------------- | ------------------- | ------------------------ |
| Millor pel·lícula | Calle mayor         | Pel·lícula               |
| Millor actor      | Kirk Douglas        | Homes oblidats           |
| Millor actriu     | Vivien Leigh        | A Streetcar Named Desire |
| Millor guió       | Tennessee Williams  | A Streetcar Named Desire |
| Millor director   | Juan Antonio Bardem | Calle mayor              |